# Blesle
Blesle é uma comuna francesa na região administrativa de Auvérnia, no departamento do Alto Loire. Estende-se por uma área de 29,29 km². Em 2010 a comuna tinha 643 habitantes (densidade: 22 hab./km²).
Pertence à rede das As mais belas aldeias de França.